# Bolckow (Misuri)
Bolckow es una ciudad ubicada en el condado de Andrew en el estado estadounidense de Misuri. En el Censo de 2010 tenía una población de 187 habitantes y una densidad poblacional de 222,16 personas por km².

## Geografía
Bolckow se encuentra ubicada en las coordenadas 40°6′55″N 94°49′16″O / 40.11528, -94.82111. Según la Oficina del Censo de los Estados Unidos, Bolckow tiene una superficie total de 0.84 km², de la cual 0.84 km² corresponden a tierra firme y (0%) 0 km² es agua.

## Demografía
Según el censo de 2010, había 187 personas residiendo en Bolckow. La densidad de población era de 222,16 hab./km². De los 187 habitantes, Bolckow estaba compuesto por el 98.4% blancos, el 0% eran afroamericanos, el 0% eran amerindios, el 0.53% eran asiáticos, el 0% eran isleños del Pacífico, el 0% eran de otras razas y el 1.07% pertenecían a dos o más razas. Del total de la población el 0.53% eran hispanos o latinos de cualquier raza.